# Galleria Boulevard
Boulevard är en galleria i centrala Kristianstad med plats för 29 butiker, restauranger, caféer och upplevelser. Den ägs av Galleria Boulevard AB, dotterbolag till AB Kristianstadsbyggen.
Första etappen innehöll sjutton butiker och öppnade den 25 oktober 2013.
Andra etappen byggdes på den plats där Domushuset tidigare låg. Den invigdes i mars 2015. 